# Campionati del mondo di ciclismo su pista 1989
I Campionati del mondo di ciclismo su pista 1989 si svolsero a Lione, in Francia, in agosto.

## Medagliere
| Posiz. | Nazione          | Oro | Argento | Bronzo | Totale |
| ------ | ---------------- | --- | ------- | ------ | ------ |
| 1      | Italia           | 3   | 3       | 2      | 8      |
| 2      | Germania Est     | 3   | 3       | 1      | 7      |
| 3      | Unione Sovietica | 3   | 2       | 2      | 7      |
| 4      | Francia          | 3   | 1       | 2      | 6      |
| 5      | Svizzera         | 1   | 1       | 1      | 3      |
| 6      | Austria          | 1   | 0       | 1      | 2      |
| 7      | Regno Unito      | 1   | 0       | 0      | 1      |
| 8      | Australia        | 0   | 3       | 0      | 3      |
| 9      | Giappone         | 0   | 1       | 2      | 3      |
| 10     | Cecoslovacchia   | 0   | 1       | 1      | 2      |
| 11     | Germania Ovest   | 0   | 0       | 1      | 1      |
| 11     | Stati Uniti      | 0   | 0       | 1      | 1      |
| 11     | Paesi Bassi      | 0   | 0       | 1      | 1      |
|        | Totale           | 15  | 15      | 15     | 45     |